# Gábor Vékony
Dans le nom hongrois Vékony Gábor, le nom de famille précède le prénom, mais cet article utilise l’ordre habituel en français Gábor Vékony, où le prénom précède le nom.
Gábor Vékony est un historien, archéologue et linguiste hongrois, professeur associé à ELTE, expert des runes hongroises.

## Biographie
Il fréquenta l'école primaire de Tabdi et l'école secondaire de Kiskőrös. Il obtint un diplôme d'archéologie et d'histoire à l'université Loránd-Eötvös de Budapest (ELTE) en 1968, puis son doctorat en 1969. À partir de 1968, il travailla au musée Domokos Kuny à Tata. De 1970 à sa mort en 2004, il fut professeur associé au département d'archéologie et au département d'histoire ancienne de l'ELTE.

## Galerie

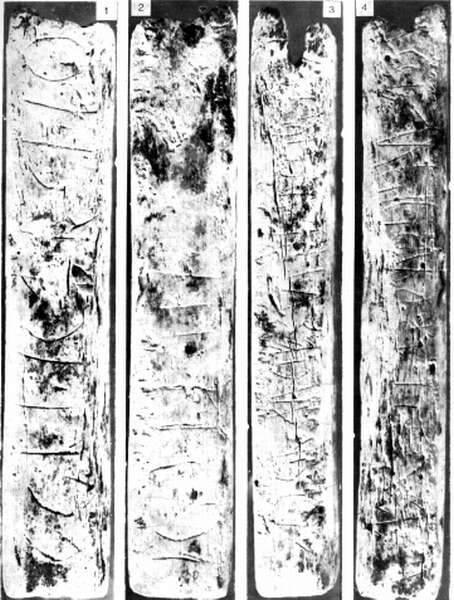
Gábor Vékony a notamment travaillé sur l'inscription de Szarvas, inscription sur un étui à aiguilles
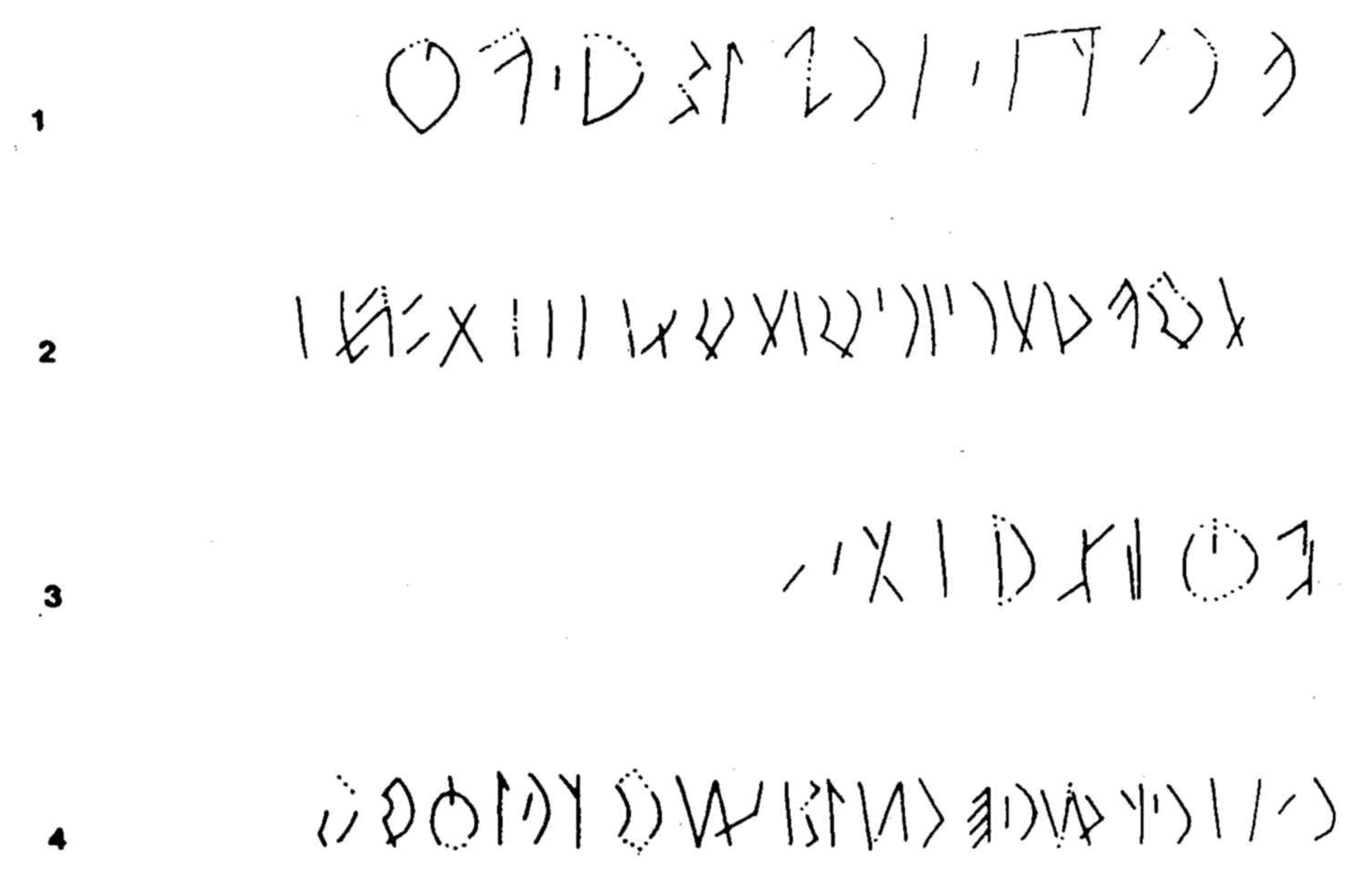
Inscription de Szarvas

## Œuvres
- 1970 Lábatlan-Rózsa Ferenc utca (Komárom m., dorogi j.) RFüz I: 23. 1970. 9.
- 1970 Vespasianus-kori építési felirat Aquincumban (Tóth Endre társsz.), Arch. Ért. 97, 109-115.
- 1981 Az onogurok és onogundurok a Kárpát-medencében, SzMMÉ
- 1982 Das nordwestliche Transdanubien im 9. Jahrhundert und die "Uungariorum marcha", Savaria 15
- 1983 Veneter – Urnenfelderkultur – Bernsteinstrasse, Savaria 16
- 1983 A gyepű szerepe az etnikai és politikai átalakulásokban, in: Tőkei Ferenc (szerk.) : Nomád társadalmak és államalakulatok (Körösi Csorna kiskönyvtár 18). Budapest 1983, 215-236.
- 1986 A Karoling birodalom „délkeleti” határvédelme kérdéséhez, KEMMK 2
- 1986 A dák királyság (Mócsy András társsz.), in: Makkai László - Mócsy András (szerk.): Erdély története I. A kezdetektől 1606-ig. Akadémiai Kiadó Budapest, 32-46.
- 1987 Spätvölkerwanderungszeitliche Kerbinschriften im Karpatenbecken
- 1988 Késő népvándorláskori és Árpád-kori települések Tatabánya-Dózsakertben, in: Gombkötő G. (Főszerk.):Komárom megye története I.
- 1989 Dákok, rómaiak, románok. Akadémiai Kiadó, Budapest.
- 1997 Protobolgárok a Kárpát-medencében, KEMMK 5
- 1999 Komárom-Esztergom megye a honfoglalás korában, Tudományos Füzetek 11
- 2000 „A Dunántúl középső bronzkora és kapcsolatai”, KEMMK 7
- 2000 A koszideri korszak a Dunántúlon, KEMMK 7
- 2000 A Bodrog-alsóbűi felirat, SMK 14
- 2002/2005 Magyar őstörténet - Magyar honfoglalás
- 2004 A székely írás emlékei, kapcsolatai, története
- 2007 A rézkortól a hunokig

## Sources
- Mócsy András–Vékony Gábor: A Dák Királyság [The Dacian Kingdom]. In: Erdély rövid története. Budapest 1989 (in Hungarian)
- Riba,István: Jöttek, honfoglaltak, fújtak. Régészvita egy rovásírásról [Came, settled, blown. Archaeological debate about the runic scripting]. In: Heti Világgazdaság [Weekly Word's Economy], Vol. 21. 1999. N. 46. pp. 101–102, 105
- Riba, István (2000). "Reading the Runes: Evidence of the Dual Conquest?". The Hungarian Quarterly. Vol. XLI. No. 157, Spring 2000
- Hungarian Székelys in the Carpathian Basin before 894 A.D. In: Népszabadság, June 25, 1999.